# Солохина, Наталия Яковлевна
Наталия Яковлевна Солохина (1925 — 1998) — советский передовик производства в сельском хозяйстве. Герой Социалистического Труда (1966).

## Биография
Родилась 17 августа 1925 года в селе Александровка, Павловского района, Воронежской губернии в крестьянской семье.
С 1941 года после получения начального образования, работала рядовой колхозницей в местном колхозе (позже названном колхозом имени XIX партсъезда), с 1944 года — работала дояркой в этом колхозе.
Н. Я. Солохина отличилась высокой производительностью труда и вскоре вышла в число передовиков среди животноводов Павловского района.
15 января 1957 года Указом Президиума Верховного Совета СССР «за отличие в труде» Н. Я. Солохина была награждена Орденом Трудового Красного Знамени.
22 марта 1966 года Указом Президиума Верховного Совета СССР «за достигнутые успехи в развитии животноводства, увеличении производства и заготовок мяса, молока, яиц, шерсти и другой продукции» Наталья Яковлевна Солохина была удостоена звания Героя Социалистического Труда с вручением Ордена Ленина и золотой медали «Серп и Молот».
Помимо основной деятельности Н. Я. Солохина избиралась депутатом Павловского районного и сельского Советов депутатов трудящихся.
С 1980 года — на пенсии, проживала в родном селе Александровка, скончалась 2 ноября 1998 года.

## Награды
- Медаль «Серп и Молот» (22.03.1966)
- Орден Ленина (22.03.1966)
- Орден Трудового Красного Знамени (15.01.1957)
- Медаль «За трудовую доблесть» (10.03.1976)
- Медаль «За доблестный труд в Великой Отечественной войне 1941—1945 гг.»